# Space Forge
Space Forge est une société britannique visant le secteur de la fabrication dans l'espace dont le siège est à Cardiff, au pays de Galles, au Royaume-Uni. Son objectif est de développer la production en orbite de semi-conducteurs et d'alliages en utilisant l'apesanteur.

## Historique
Space Forge a été fondée en 2018 par Joshua Western et Andrew Bacon, alors qu'ils travaillaient chez Thales Alenia Space. À ses débuts, l'entreprise utilisait un garage à Bristol, en Angleterre, avant de profiter du centre Catapult (en) (organisations britanniques créées par Innovate UK (en), établissement public servant d'agence d'innovation du Royaume-Uni, et subventionnées par des fonds public pour promouvoir la recherche et le développement grâce à une collaboration dirigée par des entreprises entre scientifiques et ingénieurs) Compound Semiconductor Applications Catapult (CSAC) situé à Newport, au Pays de Galles,.
Début 2020, Space Forge a obtenu un total de 600 000 livres sterling dont : 100 000 £ d'Innovate UK (en), 150 000 £ de 12 membres du Bristol Private Equity Club et des fonds supplémentaires de la Development Bank of Wales (en),. La société a obtenu un financement supplémentaire de 329 326 £ du gouvernement britannique pour soutenir la fabrication dans l'espace en partenariat avec CSAC et Clyde Space,. La Development Bank of Wales (en) a annoncé en juillet 2021 que Space Forge avait levé un montant non divulgué dans le cadre d'un cycle de financement d'amorçage mené par Type One Ventures et Space Fund. Tarek Waked de Type One Ventures, qui a ensuite rejoint le conseil d'administration de Space Forge, a décrit cela comme « le plus grand cycle de financement d'amorçage pour une entreprise de fabrication dans l'espace à ce jour ». Les investisseurs comprenaient George T. Whitesides (ancien Chief Space Officer et PDG de Virgin Galactic) et Dylan Taylor (en) (président et PDG de Voyager Space Holdings). Le Bristol Private Equity Club a augmenté la participation du groupe, avec 26 membres investissant un total de 500 000 £. À ce stade, Space Forge comptait 15 employés. Il a été révélé plus tard que Space Forge avait levé 7,6 millions de livres sterling de capital d'amorçage initial.
En septembre 2021, Space Forge avait déplacé ses installations de fabrication à Cardiff. En septembre 2021, Space Forge a obtenu un contrat de 2 millions d'euros de l'Agence spatiale européenne pour un service de transport spatial commercial dans le cadre du programme Boost!. Space Forge a l'intention de tirer parti de sa plate-forme ForgeStar pour répondre au contrat et travaille dans le cadre d'un consortium comprenant Clyde Space, Goonhilly Satellite Earth Station (en), le CSAC et le Science and Technology Facilities Council,. En juillet 2022, l'entreprise comptait 40 employés à temps plein basés à Cardiff.

## Installations
Space Forge a construit sa première usine de fabrication de satellites, à Rumney, au Pays de Galles, comprenant une salle blanche et un support pour l'intégration de charge utile. Cette usine a une superficie de 700 m2 et était auparavant utilisée dans la fabrication de food truck.

## ForgeStar
ForgeStar est une plate-forme satellite de fabrication en orbite qui exploite l'apesanteur pour la production de semi-conducteurs et de produits pharmaceutiques. Chaque véhicule consistera en un module orbital et une capsule de rentrée, fonctionnant à une altitude d'environ 480 km pendant une période de un à six mois,. La société vise à ce que chaque satellite puisse revenir de l'espace, être remise à neuf, puis qu'il soit renvoyé sur orbite.
ForgeStar-0 devait être le premier satellite de construction galloise et a été lancé par Virgin Orbit lors de sa mission inaugurale depuis l'Aéroport de Newquay Cornouailles (Spaceport Cornwall), lors du tout premier lancement de satellite depuis le Royaume-Uni,. Ce premier satellite n'a pas été conçu pour survivre à la rentrée atmosphérique, mais devait servir de prototype pour valider les capacités de fabrication en orbite, testant le déploiement d'une technologie de retour à faible coût. Dans le cadre de cette première mission, la société devait travailler en partenariat avec la société américaine Cosmic Shielding, pour tester la capacité de survie d'un nouveau matériau composite de protection contre les radiations nommé « Plasteel ». La surveillance du matériel devait être assurée par des caméras embarquées. Alors que ForgeStar-0 reviendrait de l'orbite, Lumi Space devait tester la technologie de suivi laser pour surveiller la descente des satellites dans l'atmosphère.
ForgeStar-0 a été lancé le 9 janvier 2023 depuis Spaceport Cornwall par une fusée de lancement LauncherOne de Virgin Orbit. Le lancement s'est soldé par un échec et ForgeStar-0 n'a pas atteint l'orbite.
ForgeStar-1 sera quatre fois plus grand que ForgeStar-0 et sera le premier des satellites de Space Forge à être conçu pour la rentrée, revenant de l'orbite vers la Terre au large des côtes du Royaume-Uni. Il doit être lancé en 2024,,. ForgeStar-2 sera encore plus grand et visera à produire des matériaux d'une valeur dépassant le coût du lancement. La compagnie espère maintenir une cadence de 10 à 12 vols par an.

## Concurrence
L'idée d'utiliser l'environnement spatial pour la fabrication de produits à haute valeur ajoutée difficiles voire impossibles à produire à la surface de la Terre est aussi ancienne que le vol spatial et bien que des expériences ont été menées par la plupart des acteurs du milieu, aucun projet d'usine 0-g ne s'est avéré suffisamment viable, tant sur le plan financier que technologique, pour aboutir à une réalisation concrète. Ainsi par exemple, le projet de Space Industries est resté sur le papier. Cependant, depuis l'émergence du NewSpace et l'abaissement des coûts de mise sur orbite, différents projets sont à nouveau proposés, soit des usines 0-g, soit seulement des capsules de rentrée :
- Varda Space Industries, entreprise américaine proposant les mêmes services que Space Forge,
- REV-1, appareil proposé par Space Cargo Unlimited et Thales Alenia Space et dérivé de l'Intermediate eXperimental Vehicle, prototype du Space Rider[21],
- Independence-X Aerospace, entreprise proposant seulement la capsule de rentrée,
- SpaceCase, capsule de rentrée développée par Way4Space, incubateur d'ArianeGroup.